# Jacobo Díaz
Jacobo Díaz Alejano (Madrid, 23 de julio de 1996) es un jugador de baloncesto español. Con 2 metros y 6 centímetros de estatura y 97 kilogramos de peso, juega en la posición de ala-pívot en las filas del Club Basquet Coruña de la Primera FEB.

## Trayectoria

### Inicios
Comenzó su desarrollo en las categorías inferiores del Estudiantes, debutando en Liga EBA antes de pasar al Canarias Basketball Academy en 2014 y disputar la LEB Plata con solo 18 años, promediando 6,5 puntos y 4,2 rebotes.
En septiembre de 2015 se enroló en la Universidad de Indiana de Pensilvania, disputando la División II de la NCAA durante cuatro temporadas con los Crimson Hawks y mejorando su rendimiento en cada una de ellas. En la de su graduación (2018-19) acreditó medias de 18 puntos, 9,1 rebotes y 2,7 asistencias, convirtiéndose en uno de los mejores jugadores de la competición. Fue distinguido con la inclusión en el Equipo All-America por la Asociación de Entrenadores y elegido Mejor Jugador de su conferencia.

### Profesional
En julio de 2019 se anunció su fichaje por el Marín Peixegalego de LEB Oro para la temporada 2019/20, en lo que supondría su primer destino profesional. Promedió 10.5 puntos y 6.3 rebotes en los 24 partidos que disputó hasta la conclusión prematura de la temporada debido a la pandemia de coronavirus.
En agosto de 2020 fichó por el Iberostar Tenerife, club de Liga ACB, firmando un contrato por tres temporadas. El 23 de agosto de 2020 se confirma su cesión al Palmer Alma Mediterránea Palma de la Liga LEB Oro para disputar la temporada 2020-21, en la que promedia 10.7 puntos y 5.1 rebotes.
El 14 de julio de 2021 se anunció su desvinculación del Iberostar Tenerife y firmaría por el Covirán Granada de la Liga LEB Oro.
El 19 de julio de 2023, firma por el CB Tizona de la Liga LEB Oro.
El 7 de julio de 2025, firma por el Club Basquet Coruña de la Primera FEB.

### Selección nacional
Fue internacional en las categorías inferiores con la selección española de baloncesto, habiendo disputando el campeonato de Europa Sub-18 en 2014 y el Campeonato Mundial de Baloncesto Sub-19 de 2015 en Heraclión, Grecia.